# James Callaghan
Leonard James Callaghan, baron Callaghan of Cardiff, allmänt känd som Jim Callaghan, född 27 mars 1912 i Portsmouth i Hampshire, död 26 mars 2005 i Ringmer i East Sussex, var en brittisk politiker som var Storbritanniens premiärminister 1976–1979 och ledare för Labourpartiet från 1976 till 1980. Callaghan är den ende brittiske politiker som har innehaft alla fyra poster som kallas Great Offices of State: finansminister (1964–1967), inrikesminister (1967–1970), utrikesminister (1974–1976) och premiärminister (1976–1979).
Callaghan föddes i en arbetarklassfamilj i Portsmouth, lämnade skolan tidigt och började sin karriär som skatteinspektör innan han blev fackföreningsfunktionär på 1930-talet. Han tjänstgjorde som löjtnant i Royal Navy under andra världskriget. Han valdes in i parlamentet vid valet 1945 och ansågs tillhöra Labourpartiets vänsterflygel. Han utnämndes till parlamentssekreterare i Clement Attlees regering 1947 och började röra sig alltmer mot Labourpartiets högerflygel, samtidigt som han behöll sitt rykte som en "Keeper of the Cloth Cap" – det vill säga som ansågs upprätthålla nära band mellan Labour och fackföreningarna. Efter Labours nederlag i valet 1951 blev Callaghan alltmer betraktad som ledare för Labourpartiets högerflygel och kandiderade till posten som vice partiledare 1960 och partiledare 1963, men besegrades av George Brown för den förstnämnda och Harold Wilson för den senare.
Efter Labours seger i valet 1964 utnämnde Wilson Callaghan till finansminister. Denna utnämning sammanföll med en turbulent period för den brittiska ekonomin, under vilken Callaghan var tvungen att ta itu med både ett kroniskt underskott i betalningsbalansen och olika spekulativa attacker på det brittiska pundet, med dess växelkurs till andra valutor som fastställdes av Bretton Woodssystemet. Den 18 november 1967 devalverade regeringen det brittiska pundet, efter att först ha förnekat att den skulle göra det. I kölvattnet av beslutet flyttade Wilson Callaghan till rollen som inrikesminister. Under denna tid var Callaghan ansvarig för att övervaka den brittiska arméns operationer för att stödja polisen i Nordirland, på begäran av den nordirländska regeringen. Callaghan stannade kvar i skuggkabinettet under Labours period i opposition från 1970 till 1974. Efter Labours seger i valet 1974 utnämnde Wilson Callaghan till utrikesminister. Callaghan var ansvarig för att omförhandla villkoren för Storbritanniens medlemskap i Europeiska gemenskaperna (EG) och stödde starkt den framgångsrika ja-kampanjen i folkomröstningen 1975, som bekräftade Storbritanniens medlemskap i EG.
När Wilson plötsligt meddelade sin avgång i mars 1976 besegrade Callaghan fem andra kandidater för att bli vald till ledare för Labourpartiet. Han utnämndes till premiärminister den 5 april 1976. Under Wilson hade Labour vunnit en knapp majoritet i underhuset i valet 1974, men när Callaghan blev premiärminister hade majoriteten redan gått förlorad, och flera fyllnadsvalsnederlag och avhopp under hans första månader tvingade Callaghan att sluta ett förtroende- och leveransavtal med det liberala partiet. Detta visade sig till en början vara stabilt, men i kölvattnet av betydande arbetsmarknadskonflikter och omfattande strejker under "Missnöjets vinter" 1978–1979, och nederlaget i folkomröstningen om självstyre för Skottland, ledde det till att mindre partier anslöt sig till de konservativa för att anta en misstroendeförklaring mot Callaghan den 28 mars 1979. Även om Callaghan förblev personligen populär i opinionsundersökningarna, ledde han Labour till nederlag i valet 1979 och ersattes av den konservativa Margaret Thatcher. Nederlaget 1979 markerade början på 18 år i opposition för Labourpartiet, det längsta i dess historia.
Callaghan var Labourledare och oppositionsledare fram till november 1980. Han försökte reformera den process genom vilken Labour valde sin ledare. Efter att ha lämnat ledarskapet återvände han till de bakre bänkarna och mellan 1983 och 1987 var han underhusets ålderman. När han avgick från underhuset 1987 upphöjdes han till överhuset som baron Callaghan av Cardiff. Han dog 2005 vid 92 års ålder och är Storbritanniens mest långlivade premiärminister.

## Uppväxt och karriär
Leonard James Callaghan föddes på 38 Funtington Road, Copnor i Portsmouth, England, den 27 mars 1912. Han fick sitt andranamn efter sin far James (1877–1921), som var son till en irländsk katolsk far som hade flytt till England under den stora irländska hungersnöden, och en judisk mor. Callaghans far rymde hemifrån på 1890-talet för att gå med i Royal Navy. Eftersom han var ett år för ung för att ta värvning uppgav han ett falskt födelsedatum och ändrade sitt efternamn från Garogher till Callaghan så att hans verkliga identitet inte kunde spåras. Hans mor hette Charlotte Callaghan (född Cundy, 1879–1961) och var en engelsk baptist. Eftersom den katolska kyrkan vid den tiden vägrade att gifta bort katoliker med medlemmar av andra samfund, övergav James Callaghan den äldre katolicismen och gifte sig med Charlotte i ett baptistkapell. Deras första barn var Dorothy Gertrude Callaghan (1904–82).
James Callaghan den äldre tjänstgjorde i första världskriget ombord på slagskeppet HMS Agincourt. Efter att han mönstrade av 1919 gick han med i kustbevakningen och familjen flyttade till staden Brixham i Devon, men han dog bara två år senare av en hjärtattack 1921 vid 44 års ålder, vilket lämnade familjen utan inkomst och tvungen att förlita sig på välgörenhet för att överleva. Deras ekonomiska situation förbättrades 1924 när den första Labourregeringen valdes, och de införde förändringar som gjorde det möjligt för mrs Callaghan att beviljas en änkepension på tio shilling i veckan, på grund av att hennes makes död delvis berodde på hans krigstjänst.
Under sina tidiga år var Callaghan känd under sitt förnamn Leonard. När han gav sig in i politiken 1945 bestämde han sig för att bli känd under sitt mellannamn James, och från och med då kallades han James eller Jim. Han gick på Portsmouth Northern Secondary School. Han tog Senior Oxford Certificate 1929, men hade inte råd att komma in på universitetet och gjorde istället inträdesprovet till statsförvaltningen. Vid 17 års ålder började Callaghan att arbeta som kontorist för Skatteverket i Maidstone i Kent.  Medan han arbetade där gick Callaghan med i Maidstone-avdelningen av Labourpartiet och Association of the Officers of Taxes (AOT), en fackförening för denna gren av statsförvaltningen. Inom ett år efter att han gått med blev han kanslisekreterare i fackföreningen. År 1932 avlade han en examen i statsförvaltningen, vilket gjorde det möjligt för honom att bli en högre skattetjänsteman, och samma år blev han avdelningssekreterare i Kent för AOT. Året därpå valdes han in i AOT:s nationella verkställande råd. År 1934 förflyttades han till Skatteverket i London. Efter en sammanslagning av fackföreningar 1936 utnämndes Callaghan till en heltidsanställd fackföreningstjänsteman och till posten som biträdande sekreterare för Inland Revenue Staff Federation (IRSF), och avgick från sina uppgifter inom statsförvaltningen. Under sin tid som anställd vid Skatteverket i början av 1930-talet träffade Callaghan sin blivande fru Audrey Moulton, och de gifte sig i juli 1938 i Maidstone. Hans fackliga position vid IRSF förde Callaghan i kontakt med Harold Laski, ordförande för Labourpartiets nationella verkställande kommitté och akademiker vid London School of Economics. Laski uppmuntrade honom att kandidera till parlamentet, även om han senare flera gånger begärde att Callaghan skulle studera och föreläsa vid LSE.
Efter andra världskrigets utbrott ansökte Callaghan om att få gå med i Royal Navy, men fick först avslag med motiveringen att en fackföreningstjänsteman ansågs vara ett reserverat yrke. Han fick slutligen gå med i Royal Navy Volunteer Reserve som en vanlig sjöman 1942. Medan han tränade för sin befordran visade hans läkarundersökning att han led av tuberkulos, så han lades in på Royal Naval Hospital Haslar i Gosport nära Portsmouth. Efter att han tillfrisknat fick han avsked och placerades vid amiralitetet i Whitehall. Han placerades i den japanska sektionen och skrev en servicemanual för Royal Navy The Enemy: Japan. Han tjänstgjorde sedan i Ostindiska flottan ombord på eskorthangarfartyget HMS Activity och befordrades till löjtnant i april 1944. Till och med 2024 är Callaghan fortfarande den sista brittiska premiärministern som är en veteran från de väpnade styrkorna och den enda som någonsin har tjänstgjort i Royal Navy.
Medan han var tjänstledig från flottan valdes Callaghan ut som parlamentskandidat för Cardiff South: han vann med knapp marginal den lokala partiomröstningen med tolv röster, mot den näst högsta kandidaten George Thomas, som fick elva. Callaghan hade uppmuntrats att kandidera till Cardiff South av sin vän Dai Kneath, en medlem av IRSF:s nationella styrelse från Swansea, som i sin tur var medarbetare och vän till den lokale Labour-partisekreteraren Bill Headon. År 1945 tjänstgjorde han på HMS Queen Elizabeth i Indiska oceanen. Efter seger-dagen 1945 återvände han, tillsammans med andra potentiella kandidater, till Storbritannien för att ställa upp i det allmänna valet.

## Parlament och kabinett

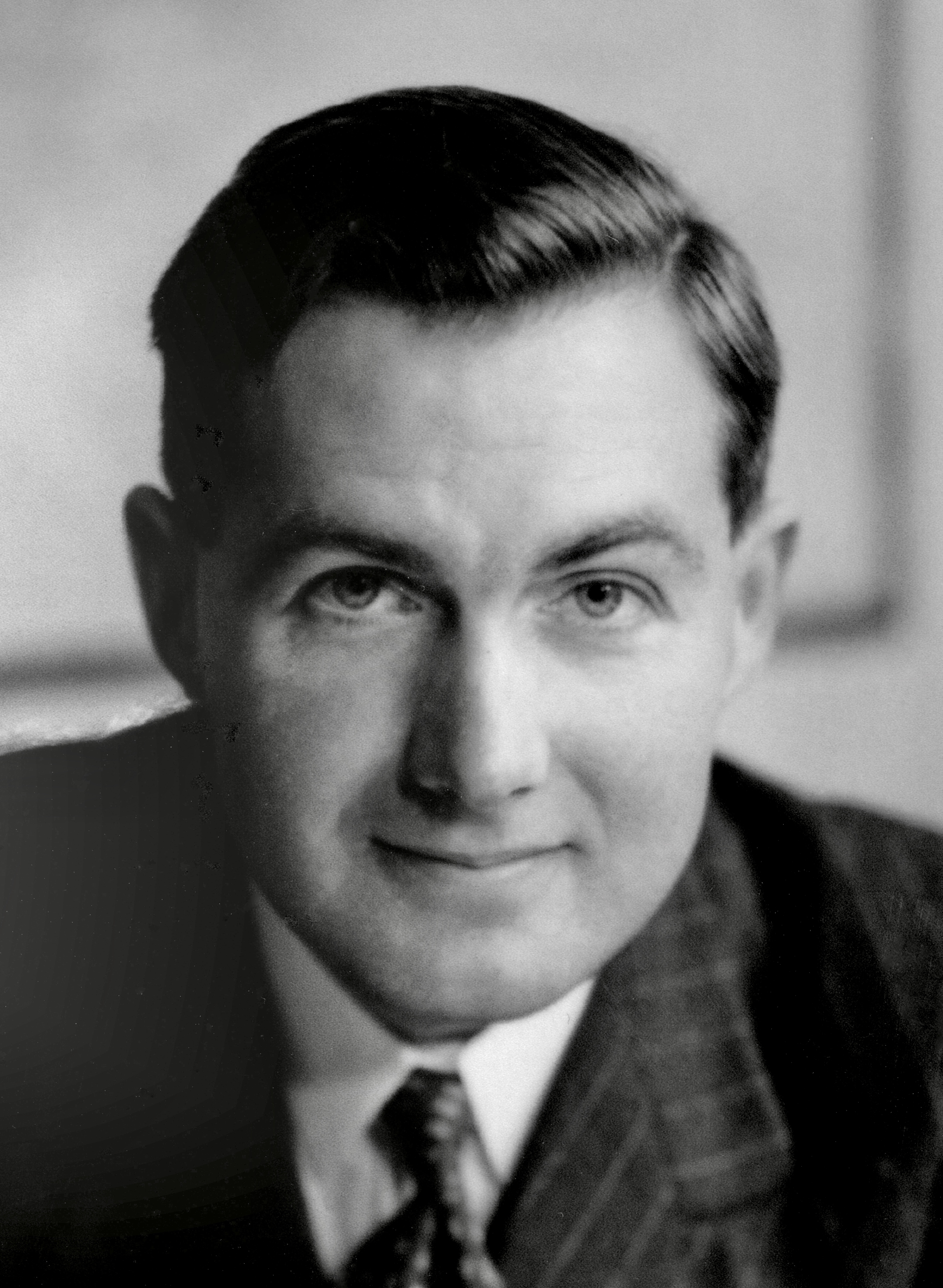
Callaghan 1947

Labourpartiet vann en jordskredsseger i parlamentsvalet den 26 juli 1945, vilket förde Clement Attlee till makten, som ansvarig för den första majoritetsstyrda Labourregeringen. Callaghan vann sitt mandat i Cardiff South i det brittiska parlamentsvalet 1945 (och skulle komma att inneha ett mandat i Cardiffområdet fram till sin pensionering 1987). Han besegrade den sittande konservative parlamentsledamoten Sir Arthur Evans med 17 489 röster mot 11 545. Han gick till val på frågor som en snabb demobilisering av de väpnade styrkorna och för ett nytt program för bostadsbyggande. Han stod på partiets vänsterflygel och var en högljudd kritiker av USA 1945 och anslöt sig till 22 andra rebeller som röstade mot att acceptera det angloamerikanska lånet. Callaghan gick inte med i Keep Left-gruppen av vänsterorienterade Labour-parlamentsledamöter, men han undertecknade ett brev 1947 tillsammans med 20 andra parlamentsledamöter från gruppen som krävde en "socialistisk utrikespolitik" som skulle skapa ett alternativ till USA:s hänsynslösa kapitalism och Sovjetunionens totalitära bolsjevism.
Callaghan utnämndes snart till parlamentssekreterare vid transportministeriet 1947 där han, på inrådan av den unge polismästaren i Hertfordshire Sir Arthur Young, under sin mandatperiod såg viktiga förbättringar av trafiksäkerheten, särskilt införandet av övergångsställen och en utvidgning av användningen av Cats eyes. Från 1950 blev han parlaments- och finanssekreterare vid amiralitetet, där han var delegat i Europarådet och motsatte sig planerna på en europeisk armé.
Callaghan var populär bland Labours parlamentsledamöter och valdes in i skuggkabinettet varje år när Labourpartiet var i opposition från 1951 till 1964. Han var nu en trogen gaitskyllit på Labours högerflygel. Han var parlamentarisk rådgivare till polisförbundet från 1955 till 1960 när han förhandlade fram en höjning av polislönerna med den dåvarande generalsekreteraren Arthur Charles Evans. Han kandiderade till posten som vice partiledare 1960 som motståndare till ensidig kärnvapennedrustning, och trots att den andra kandidaten från Labourhögern (George Brown) höll med honom om denna politik, tvingade han Brown till en andra omröstning. I november 1961 blev Callaghan skuggkansler. När Hugh Gaitskell dog i januari 1963 kandiderade Callaghan för att efterträda honom, men kom trea i ledarstriden, som vanns av Harold Wilson. Han fick dock stöd av högeranhängare, som Denis Healey och Anthony Crosland, som ville förhindra att Wilson valdes till ledare men som inte heller litade på George Brown.

### Finansminister 1964–1967
I oktober 1964 tvingades den konservative premiärministern Sir Alec Douglas-Home (som bara hade suttit vid makten i tolv månader sedan Harold Macmillans avgång) att utlysa nyval, eftersom parlamentets tid var på väg att löpa ut. Labour vann en knapp majoritet och fick 56 mandat av totalt 317 mot de konservativas 304. Den nya Labourregeringen under Harold Wilson ställdes omedelbart inför ekonomiska problem. Wilson agerade under sina första timmar med att utnämna Callaghan till ny finansminister. Den tidigare kanslern, Reginald Maudling, hade initierat finanspolitiskt expansiva åtgärder som hade bidragit till att skapa en ekonomisk boom före valet. Genom att kraftigt öka den inhemska efterfrågan hade detta fått importen att växa mycket snabbare än exporten, så när Labour kom till makten stod de inför ett underskott i betalningsbalansen på 800 000 000 pund (motsvarande 20 477 320 000 pund 2023),[18] och en omedelbar kris för pundet. Både Wilson och Callaghan tog stark ställning mot devalvering av pundet, delvis på grund av uppfattningen att den devalvering som genomfördes av den tidigare Labourregeringen 1949 hade bidragit till regeringens fall. Alternativet till devalvering var dock en rad åtstramningsåtgärder som syftade till att minska efterfrågan i ekonomin för att minska importen och för att stabilisera betalningsbalansen och det brittiska pundets värde.

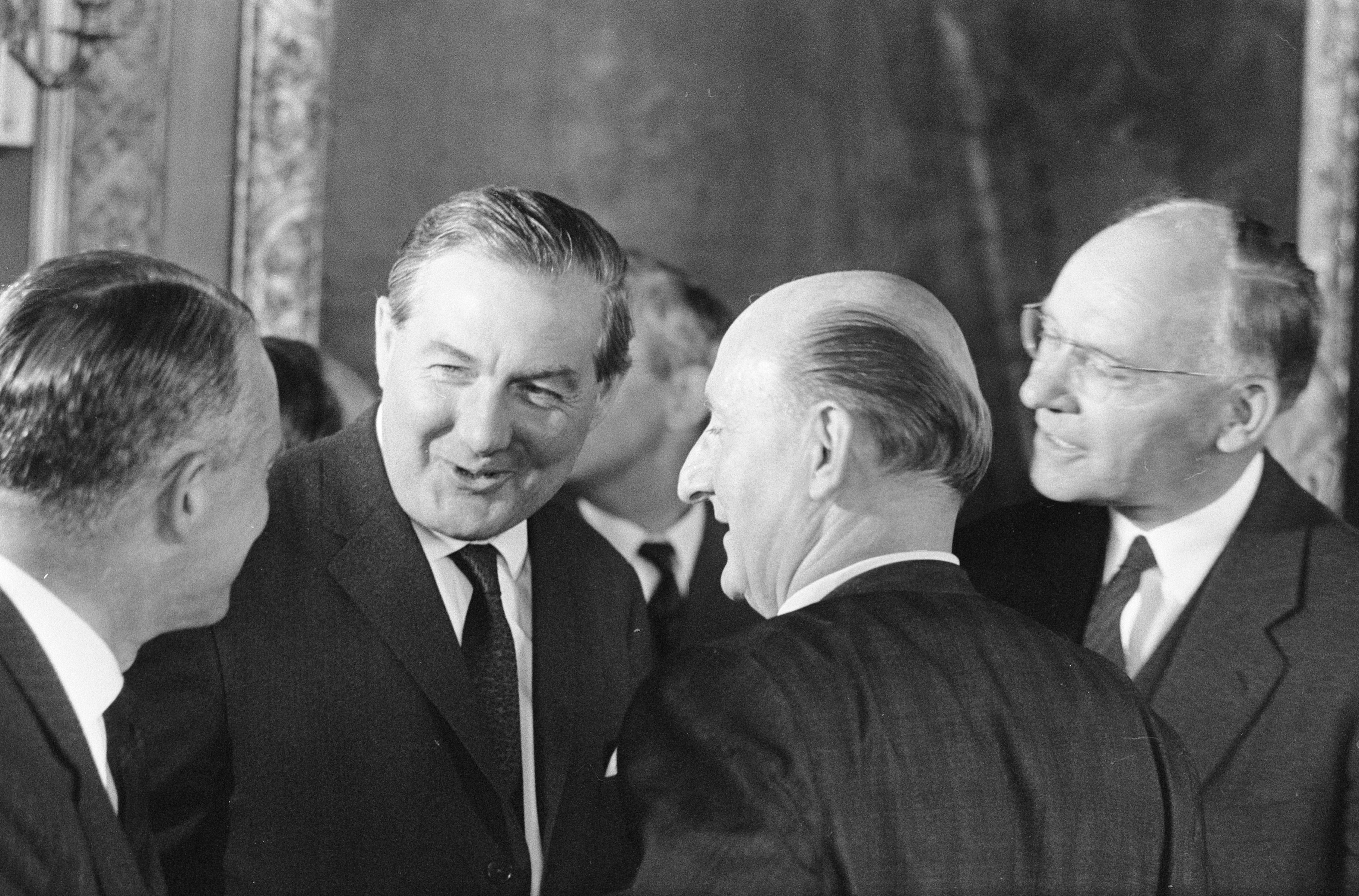
Callaghan (andra till vänster) med finansministrar i Haag, 1966

Bara tio dagar efter att Callaghan tillträtt sin tjänst införde han omedelbart ett tillägg på 15 procent på import, med undantag för livsmedel och råvaror. Syftet med denna åtgärd var att komma till rätta med underskottet i betalningsbalansen. Det orsakade dock ett ramaskri bland Storbritanniens internationella handelspartners. Ramaskriet var så intensivt att det fick regeringen att tillkännage att tilläggsavgiften var en tillfällig åtgärd. Callaghan medgav senare i sin självbiografi att han kunde ha hanterat frågan bättre, och i sin brådska att ta itu med betalningsbalansproblemet hade han underlåtit att konsultera utländska regeringar.
Den 11 november lade Callaghan fram sin första budget och tillkännagav höjningar av inkomstskatten, bensinskatten och införandet av en ny reavinstskatt, åtgärder som de flesta ekonomer ansåg nödvändiga för att få bukt med underskottet i det brittiska pundet. I linje med Labours löften i valmanifestet innehöll budgeten också sociala åtgärder för att höja den statliga pensionen och änkepensionen. åtgärder som ogillades av finansvärlden och spekulanter, vilket ledde till en rusning av pundet. Den 23 november beslutades att höja bankräntan från 2 procent till 7 procent, vilket gav upphov till en hel del kritik. Hanteringen av situationen försvårades av den attityd som Lord Cromer, chefen för Bank of England, intog, när han argumenterade mot den nya Labourregeringens finanspolitik. När Callaghan och Wilson hotade att utlysa nyval tog Cromer snart upp ett lån på 3 000 000 000 pund för att stabilisera reserverna och underskottet.
Hans andra budget kom den 6 april 1965, i vilken han tillkännagav ansträngningar för att tömma ekonomin och minska den inhemska importefterfrågan med 250 000 000 pund. Kort därefter sänktes bankräntan från 7 procent ner till 6 procent. Under en kort tid stabiliserades ekonomin och den brittiska finansmarknaden, vilket gjorde det möjligt för Callaghan att i juni besöka USA och diskutera tillståndet i den brittiska ekonomin med president Lyndon B. Johnson och Internationella valutafonden (IMF).
I juli hamnade pundet under extrem press och Callaghan tvingades införa hårda tillfälliga åtgärder för att visa att man hade kontroll över ekonomin. Det handlar bland annat om att skjuta upp alla pågående statliga byggprojekt och att skjuta upp nya pensionsplaner. Alternativet var att låta pundet flyta eller att devalvera det. Callaghan och Wilson var dock återigen orubbliga i sin övertygelse om att en devalvering av pundet skulle skapa nya sociala och ekonomiska problem och fortsatte att inta en fast hållning mot det. Regeringen fortsatte att kämpa både med ekonomin och med den knappa majoritet som 1966 hade reducerats till en majoritet. Den 28 februari 1966 utlyste Harold Wilson formellt val till den 31 mars 1966. Den 1 mars gav Callaghan en "liten budget" till underhuset och tillkännagav det historiska beslutet att Storbritannien skulle införa decimalvaluta. (Det var faktiskt inte förrän 1971, under en konservativ regering, som Storbritannien gick från systemet med pund, shilling och pence till ett decimalsystem med 100 pence mot pundet.) Han tillkännagav också ett kortfristigt bolåneprogram som gjorde det möjligt för låginkomsttagare att behålla bolåneprogram trots ekonomiska svårigheter. Strax därefter, vid valet 1966, vann Labour 363 mandat mot 252 mot de konservativa, vilket gav Labourregeringen en ökad majoritet på 97 mandat.
Callaghan presenterade sin nästa budget den 4 maj. Han hade informerat parlamentet om att han skulle lägga fram en fullständig budget för parlamentet när han höll sitt tal om "liten budget" före valet. Den viktigaste punkten i hans budget var införandet av en selektiv skatt på arbete, som straffade tjänstesektorn och gynnade tillverkningsindustrin. Tolv dagar efter budgeten utlyste National Union of Seamen en nationell strejk och de problem som pundet stod inför mångdubblades. Ytterligare strejker ledde till att underskottet i betalningsbalansen ökade. Ett lån på 3 300 000 000 pund från schweiziska banker förföll dock i slutet av året. Den 14 juli höjdes bankräntan igen till sju procent, och den 20 juli tillkännagav Callaghan ett krispaket med tio punkter för att hantera krisen, som inkluderade ytterligare skattehöjningar och en sex månaders frysning av löneökningar. I början av 1967 hade ekonomin börjat stabiliseras igen när betalningsbalansen hade kommit i jämvikt, och bankräntan sänktes till 6 procent i mars och 5,5 procent i maj.
Det var under dessa förhållanden som Callaghan vann över Michael Foot i en omröstning om att bli kassör för Labourpartiet.
Ekonomin var snart i kaos igen i juni, med Sexdagarskriget i Mellanöstern. Flera arabländer, som Kuwait och Irak, tillkännagav ett oljeembargo mot Storbritannien och anklagade landet för att intervenera på den israeliska sidan i konflikten, vilket ledde till en ökning av oljepriserna som hade en katastrofal effekt på betalningsbalansen. Dessutom drabbades ekonomin hårt i mitten av september när en landsomfattande hamnstrejk varade i åtta veckor. Droppen som fick bägaren att rinna över var dock en EEG-rapport som antydde att pundet inte kunde upprätthållas som reservvaluta och det föreslogs återigen att pundet skulle devalveras. Callaghan svarade med att påpeka att om det inte hade varit för krisen i Mellanöstern skulle Storbritannien ha varit på väg mot ett överskott i betalningsbalansen 1967. Rykten om att devalvering var på gång ledde dock till en kraftig försäljning av det brittiska pundet på världsmarknaden. Wilson och Callaghan vägrade att ta emot en beredskapsfond som erbjöds från IMF på grund av flera villkor som de trodde skulle göra det möjligt för IMF att blanda sig i den ekonomiska politiken. Onsdagen den 15 november fattades det historiska beslutet att förbinda regeringen till en devalvering på 14,3 procent från den befintliga fasta växelkursen på 2,80 dollar mot pundet, till 2,40 dollar mot pundet. De hade för avsikt att tillkännage beslutet offentligt den 18:e. Men i upptakten till det offentliga tillkännagivandet befann sig Callaghan i en knepig situation när han skulle svara på frågor i underhuset: En backbencher, Robert Sheldon, lade fram en motion om ett rykte om att Storbritannien skulle få ett lån från banker. Callaghan ville inte ljuga för underhuset, men att samtidigt gå ut offentligt om devalveringsbeslutet före den 18:e skulle vara ekonomiskt katastrofalt för landet. Han svarade på den inledande frågan genom att säga att han inte kommenterade rykten. En följdfråga ställdes dock av Stan Orme som föreslog att devalvering var att föredra framför deflation, vilket orsakade ett stort problem. Callaghan svarade att han inte hade "något att lägga till eller dra ifrån, något jag har sagt vid tidigare tillfällen i frågan om devalvering"... Spekulanter utnyttjade det faktum att han inte hade förnekat att det skulle bli en devalvering och började sälja pundet. Under de följande 24 timmarna kostade flykten från pundet landet 1 500 miljoner pund. Situationen var en stor politisk kontrovers på den tiden. Som Denis Healey skriver i sin självbiografi:
"Nuförtiden kan växelkurserna svänga fram och tillbaka kontinuerligt med belopp som är större än så, utan att väcka någon större uppmärksamhet utanför tidningarnas City-spalter. Det kan vara svårt att förstå hur stor politisk förödmjukelse denna devalvering framstod som vid den tiden – framför allt för Wilson och hans kansler Jim Callaghan, som kände att han måste avgå på grund av den. Callaghans personliga bedrövelse ökades av ett slarvigt svar han gav på en fråga från en backbencher två dagar före den formella devalveringen. Detta kostade Storbritannien flera hundra miljoner pund.".
Före devalveringen hade Jim Callaghan offentligt meddelat pressen och underhuset att han inte skulle devalvera, något han senare sa var nödvändigt för att upprätthålla förtroendet för pundet och undvika att skapa nervositet på finansmarknaderna. Callaghan erbjöd omedelbart sin avskedsansökan som finansminister, och den ökande politiska oppositionen tvingade Wilson att acceptera det. Wilson föreslog då Roy Jenkins, inrikesministern, att bli finansminister. Callaghan blev ny inrikesminister den 30 november 1967.
Callaghans tid som finansminister komplicerades också av att Wilson hade skapat ett nytt ekonomiministerium (Department of Economic Affairs) lett av George Brown, vilket ledde till maktkamp mellan Callaghans och Browns ministerier. Under tiden som finansminister var han 1966–1967 med och skapade en internationell överenskommelse kring särskilda dragningsrätter, som skapade ett nytt slags internationell valuta (SDR).

### Inrikesminister 1967–1970

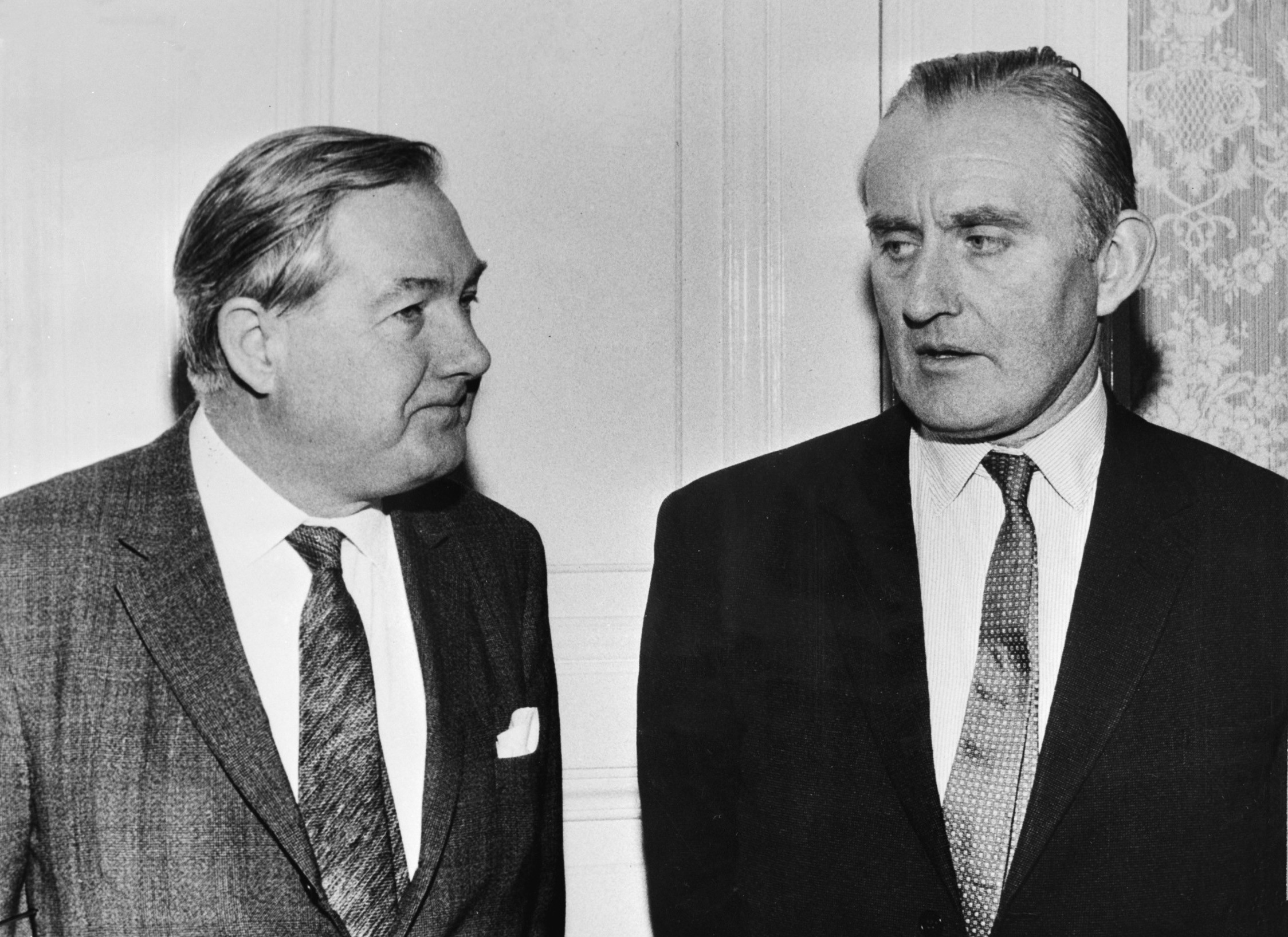
Callaghan (till vänster) med Nordirlands premiärminister James Chichester-Clark 1970

Callaghans tid som inrikesminister präglades av den framväxande konflikten i Nordirland och det var som inrikesminister som han tog beslutet att sätta in brittiska armétrupper i provinsen efter en begäran från Ulsters unionistregering i Nordirland.
Callaghan var också ansvarig för Commonwealth Immigrants Act 1968, en kontroversiell lagstiftning som föranleddes av konservativa påståenden om att en tillströmning av kenyanska asiater snart skulle översvämma landet. Förslaget gick igenom underhuset på en vecka och införde inresekontroller för innehavare av brittiska pass som inte hade "någon väsentlig anknytning" till Storbritannien genom att inrätta ett nytt system. I sina memoarer Time and Chance skrev Callaghan att det hade varit en ovälkommen uppgift att introducera Commonwealth Immigrants Bill, men att han inte ångrade det. Han sa att asiaterna hade "upptäckt ett kryphål" och han sa till en BBC-intervjuare: "Den allmänna opinionen i det här landet var extremt upprörd, och det övervägande som fanns i mitt sinne var hur vi skulle kunna bevara en riktig känsla av ordning i det här landet och samtidigt göra rättvisa åt dessa människor – jag var tvungen att balansera båda övervägandena". En motståndare till lagen, den konservative parlamentsledamoten Ian Gilmour, sade att den "infördes för att hålla de svarta ute. Om det hade varit så att det var 5 000 vita nybyggare som kom in, skulle tidningarna och politikerna, inklusive Callaghan, som gjorde allt väsen av sig ha blivit mycket nöjda.".
Av betydelse var också att Race Relations Act antogs samma år, som gjorde det olagligt att vägra anställning, bostad eller utbildning på grund av etnisk bakgrund. Lagen utvidgade befogenheterna för Race Relations Board vid den tiden för att hantera klagomål om diskriminering och orättvisa attityder. Man inrättade också ett nytt tillsynsorgan, Community Relations Commission, för att främja "harmoniska samhällsrelationer". När Callaghan presenterade lagförslaget för parlamentet sade han: "Underhuset har sällan ställts inför en fråga av större social betydelse för vårt land och våra barn."
År 1969 ledde Callaghan, som var en stark anhängare av kopplingen mellan Labour och fackföreningarna, den framgångsrika oppositionen i en splittrad regering mot Barbara Castles vitbok "In Place of Strife" som försökte ändra fackföreningslagstiftningen. Bland de många förslagen fanns planer på att tvinga fackföreningarna att utlysa en omröstning innan en strejk hölls och inrättandet av en industrinämnd för att tvinga fram uppgörelser i arbetskonflikter. Om förslagen hade blivit lag hade många av de fackliga organisationernas aktiviteter under missnöjets vinter ett decennium senare varit olagliga.
Efter Wilsons oväntade nederlag mot Edward Heath i valet 1970 avböjde Callaghan att utmana honom om ledarskapet, trots Wilsons sårbarhet. Detta gjorde mycket för att rehabilitera honom i Wilsons ögon. Han var ansvarig för att utarbeta en ny politisk deklaration 1972 som innehöll idén om ett socialt kontrakt mellan regeringen och fackföreningarna. Han gjorde också mycket för att se till att Labour motsatte sig Heath-regeringens försök att gå med i den gemensamma marknaden – och tvingade Wilson att göra det genom att klargöra sitt personliga motstånd utan att rådfråga partiledaren.

### Utrikesminister 1974–1976

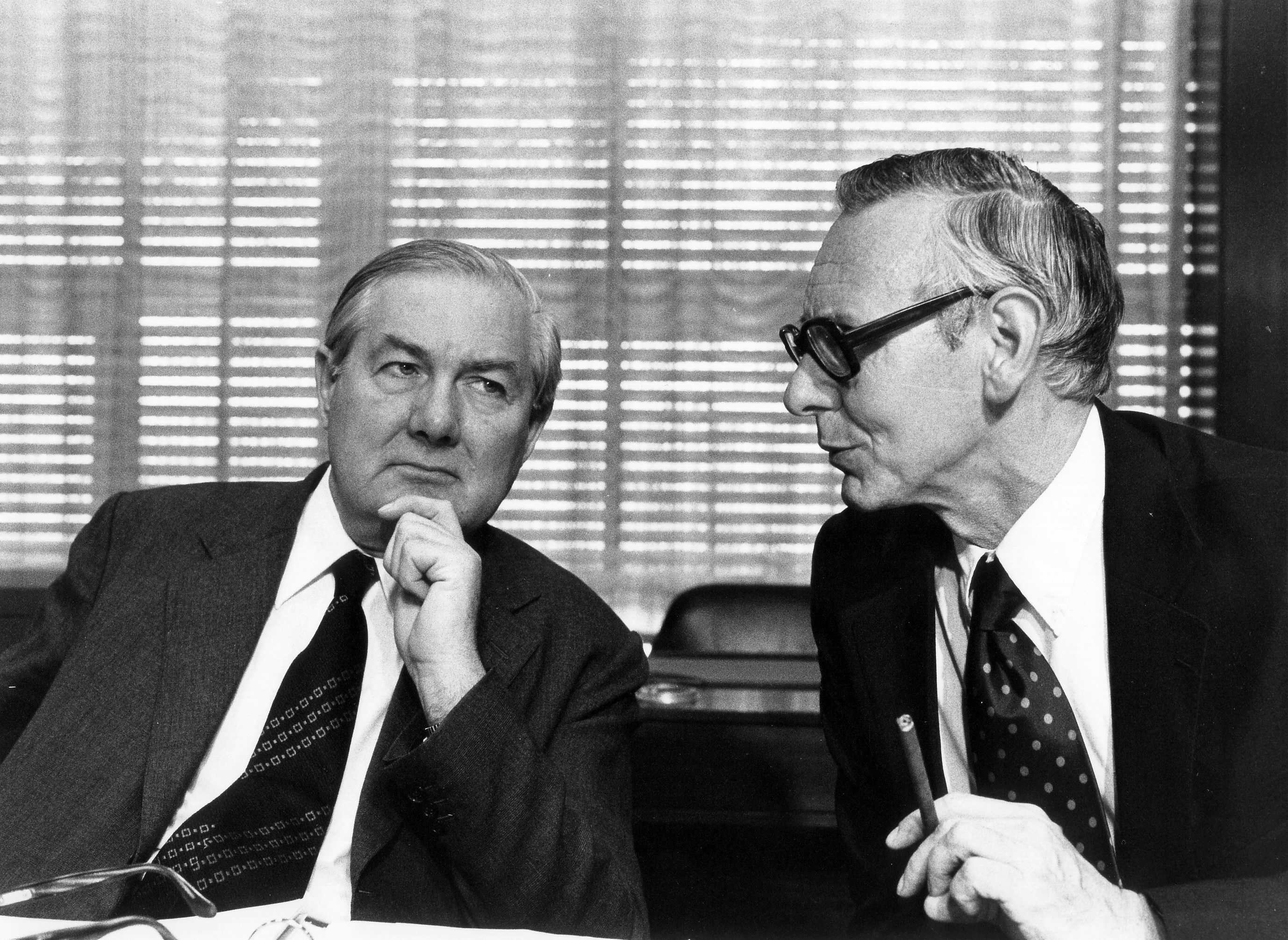
Callaghan och Nederländernas utrikesminister Max van der Stoel 1975

När Wilson vann nästa parlamentsval och återvände som premiärminister i mars 1974 utsåg han Callaghan till utrikesminister, vilket gav honom ansvar för att omförhandla villkoren för Storbritanniens medlemskap i EEG. När samtalen avslutades ledde Callaghan kabinettet i att förklara de nya villkoren acceptabla och han stödde ett "ja" i folkomröstningen 1975. Den 16 mars 1975 tilldelades han utmärkelsen Freedom of the City of Cardiff.
Falklandsöarna blev ett problem under hans tid som utrikesminister 1975, när Argentina gjorde territoriella anspråk på öarna. Callaghan skickade HMS Endurance till öarna för att skicka ett meddelande till Argentina att Storbritannien skulle försvara dem. Sju år senare, 1982, kritiserade Callaghan Margaret Thatchers regering för dess beslut att dra tillbaka Endurance från öarna. ett beslut som bidrog till den argentinska invasionen samma år.

#### Ledarvalet 1976
Knappt två år efter att ha påbörjat sin andra period som premiärminister meddelade Wilson sin överraskande avgång den 16 mars 1976 och godkände inofficiellt Callaghan som sin efterträdare. Callaghan var favorit att vinna partiledarvalet. Även om han var den äldsta kandidaten var han också den mest erfarne och minst splittrande. Populariteten hos alla delar av arbetarrörelsen gjorde att han vann partiledaromröstningen bland Labours parlamentsledamöter. Den 5 april 1976, vid en ålder av 64 år och 9 dagar, blev Callaghan premiärminister – den äldste premiärministern vid tidpunkten för utnämningen sedan Winston Churchill.

## Premiärminister 1976–1979

James Callaghan (till vänster) med USA:s president Jimmy Carter 10 mars 1977.

Callaghan efterträdde 1976 Harold Wilson som premiärminister. Valet föll på honom, en mittenorienterad politiker, eftersom Labours partigrupp i parlamentet betraktade honom som den minst splittrande kandidaten. Callaghan var den ende premiärministern som hade innehaft alla tre ledande kabinettsposter – finansminister, inrikesminister och utrikesminister – innan han blev premiärminister.
Callaghans tid som premiärminister 1976–1979 präglades av ekonomiska problem, bland annat hög inflation, och försök från hans sida att hålla tillbaka allt större krav från fackföreningsrörelsen. I början av sin premiärministertid blev han också tvungen att genomföra ett antal nedskärningar av statliga utgifter, vilket väckte missnöje i de egna leden. Under sitt första år som premiärminister startade Callaghan vad som sedan dess har blivit känt som "Den stora debatten", när han talade vid Ruskin College, Oxford, om allmänhetens "legitima oro" över kvaliteten på utbildningen i landets underhållna skolor. Denna diskussion ledde till ett större engagemang från regeringen, genom sina ministerier, i läroplanen och administrationen av den statliga utbildningen, vilket ledde till att den nationella läroplanen slutligen infördes cirka tio år senare. Tidigt under sin tid som premiärminister orsakade han kontroverser genom att utnämna Peter Jay, sin dåvarande svärson, till brittisk ambassadör i USA.

### IMF-lån
Callaghan kom till makten vid en orolig tidpunkt för den brittiska ekonomin, som fortfarande höll på att återhämta sig från den globala recessionen 1973-75 och som plågades av tvåsiffrig inflation och stigande arbetslöshet. Bara några månader efter att hans regering tillträtt stod den inför en finanskris, vilket fick finansminister Denis Healey att be Internationella valutafonden (IMF) om ett stort lån på 3900 miljoner dollar för att upprätthålla pundets värde. IMF krävde stora nedskärningar i de offentliga utgifterna i utbyte mot lånet, vilket väckte bestörtning bland Labours anhängare. Vänsterfalangen i partiet med Tony Benn i spetsen lade fram en alternativ ekonomisk strategi som ett föreslaget alternativ till lånet, vilket innebar protektionism, men detta avvisades av regeringen. Efter tuffa förhandlingar kunde regeringen förhandla fram en minskning av de föreslagna nedskärningarna av de offentliga utgifterna från 5 000 miljoner pund till 1 500 miljoner pund under det första året, och sedan 1 000 miljoner pund under de kommande två åren. Det visade sig till slut att lånet inte hade varit nödvändigt, eftersom det byggde på en överskattning av den offentliga sektorns lånebehov: Staten behövde bara ta ut hälften av lånet, och det betalades tillbaka i sin helhet 1979. År 1978 visade den ekonomiska situationen tecken på att förbättras, med sjunkande arbetslöshet och en inflation som sjönk till ensiffriga tal. Healey lyckades införa en inflationsbudget i april 1978.
Callaghan ansågs allmänt ha hanterat IMF-krisen skickligt, undvikit att avgå från kabinettet och förhandlat fram mycket lägre utgiftsnedskärningar än vad som ursprungligen hade krävts.

### Minoritetsregering
Callaghans tid som premiärminister dominerades av svårigheterna med att leda en regering med en minoritet i underhuset: Labour hade vunnit en knapp majoritet på tre platser i valet i oktober 1974. I april 1976 hade dock deras totala majoritet försvunnit på grund av förluster i fyllnadsval och att två parlamentsledamöter hoppade av till utbrytarpartiet Scottish Labour Party, vilket gjorde att Callaghan ledde en minoritetsregering och tvingades göra överenskommelser med mindre partier för att kunna regera. En överenskommelse som förhandlades fram i mars 1977 med det liberala partiets ledare David Steel, den så kallade Lib-Lab-pakten, varade till augusti året därpå. Överenskommelser slöts sedan med olika små partier, inklusive Scottish National Party (SNP) och den walesiska nationalisten Plaid Cymru, vilket förlängde regeringens livslängd. De nationalistiska partierna krävde i sin tur decentralisering till sina respektive konstituerande länder i utbyte mot att de stödde regeringen. När folkomröstningar om självstyre för Skottland och Wales hölls i mars 1979 röstade en stor majoritet emot i folkomröstningen om självstyre i Wales, medan den skotska folkomröstningen gav en knapp majoritet för förslaget, men lyckades inte nå den nödvändiga tröskeln på 40 procent av väljarna. När Labourregeringen vederbörligen vägrade att gå vidare med inrättandet av den föreslagna skotska nationalförsamlingen drog SNP tillbaka sitt stöd för regeringen: detta fällde slutligen regeringen eftersom de konservativa utlöste en misstroendeomröstning mot Callaghans regering, som förlorades med en enda rösts övervikt den 28 mars 1979, vilket krävde ett allmänt val.
Vintern 1978–1979, den så kallade Winter of Discontent, bröt omfattande strejker ut bland offentliganställda efter att Callaghans regering försökte få ner inflationen genom att hålla tillbaka löneökningarna. Strejkerna ledde emellertid till att Callaghan förlorade en förtroendeomröstning i underhuset i mars 1979 med minsta möjliga marginal, 311 mot 310. Han var den förste premiärministern sedan Ramsay MacDonald år 1924 som drabbades av ett sådant bakslag i underhuset. Labour förlorade därefter valet i maj 1979 och Margaret Thatcher från Konservativa partiet övertog posten som premiärminister.
Politiska bedömare har menat att Callaghan gjorde ett taktiskt misstag när han sköt upp parlamentsvalet till 1979, det sista möjliga året, snarare än att genomföra ett val 1978.

### Föreslaget val 1978
Under sommaren 1978 visade de flesta opinionsundersökningar att Labour hade en ledning på upp till fem procentenheter, och förväntningarna växte att Callaghan skulle utlysa ett höstval som skulle ha gett honom en andra mandatperiod fram till hösten 1983. Ekonomin hade börjat visa tecken på återhämtning vid den här tiden: 1978 var ett år av ekonomisk återhämtning för Storbritannien, med en inflation som föll till ensiffriga tal, arbetslösheten sjönk under året från en topp på 1,5 miljoner under tredje kvartalet 1977 till 1,3 miljoner ett år senare, och den allmänna levnadsstandarden ökade med mer än 8 %. Han var känd för att lura oppositionen och förväntades göra sin valförklaring i en sändning den 7 september 1978. I stället meddelade han att valet skulle skjutas upp till året därpå, vilket möttes av en nästan allmän förvåning. Hans beslut att inte utlysa nyval sågs av många som ett tecken på hans dominans på den politiska scenen och han förlöjligade sina motståndare genom att sjunga den gamla music hall-stjärnan Vesta Victorias sång "Waiting at the Church" vid den månadens fackföreningskongressmöte. Tilltaget hyllades av fackföreningen men har sedan dess tolkats som ett ögonblick av hybris. Callaghan hade för avsikt att förmedla budskapet att han inte hade utlovat ett val.
Callaghans misslyckande att utlysa ett val under 1978 sågs senare allmänt som en politisk felbedömning. Han erkände själv senare att det var en missbedömning att inte utlysa val. Privata opinionsundersökningar av Labourpartiet under hösten 1978 hade dock visat att de två största partierna hade ungefär samma stödnivå.

## Missnöjets vinter

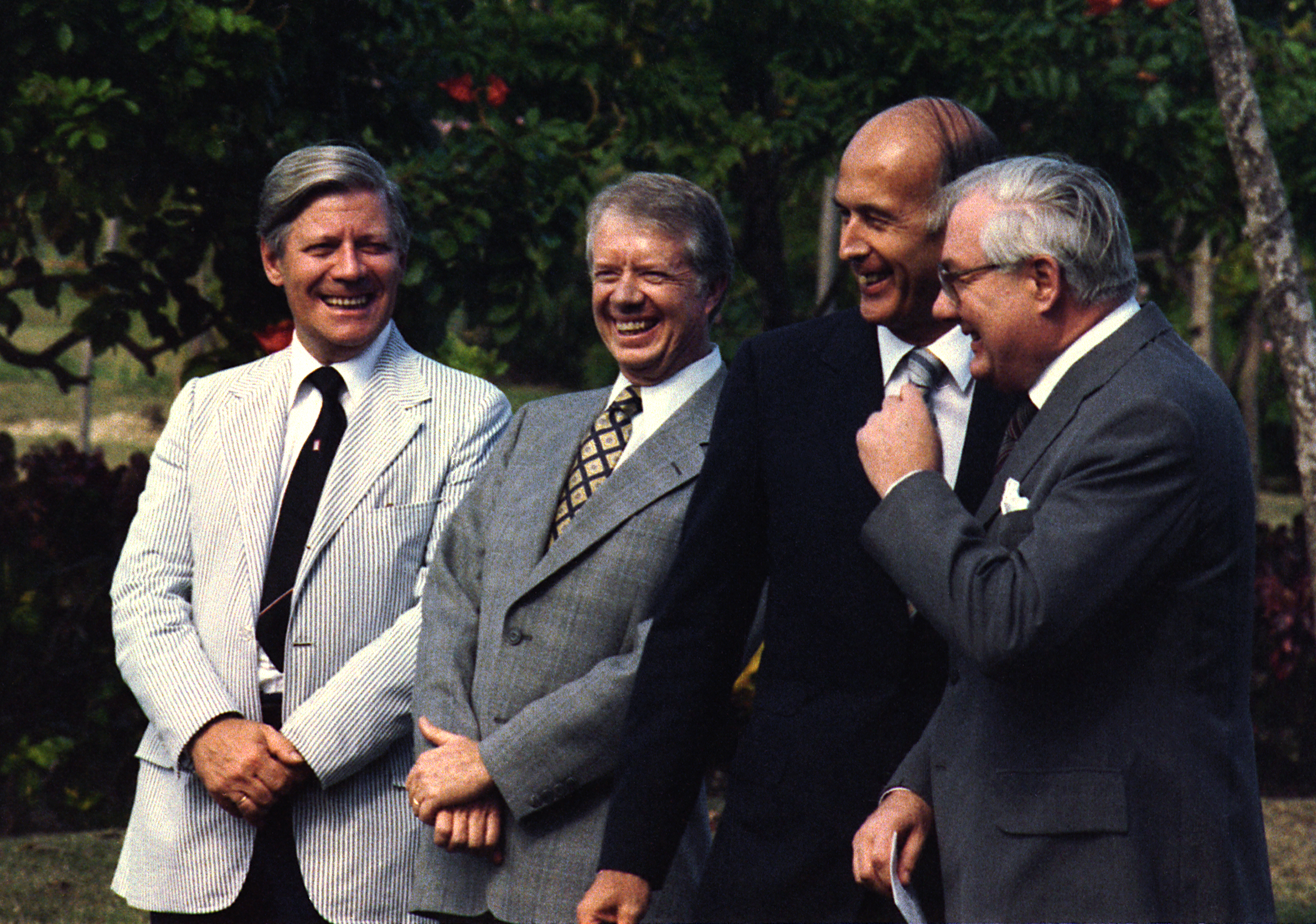
Callaghan (höger) med Helmut Schmidt, Jimmy Carter och Valéry Giscard d'Estaing i Guadeloupe 1979

Callaghans metod för att hantera de långsiktiga ekonomiska svårigheterna inbegrep återhållsamhet med löneökningarna, som hade pågått i fyra år med rimlig framgång. Han chansade på att ett femte år skulle förbättra ekonomin ytterligare och göra det möjligt för honom att bli omvald 1979, så han försökte hålla löneökningarna till 5 procent eller mindre. Fackföreningarna avvisade fortsatt återhållsamhet med löneökningarna och i en rad omfattande strejker under vintern 1978-79 (känd som "Missnöjets vinter") säkrade de högre löner. Oroligheterna på arbetsmarknaden gjorde hans regering impopulär, och Callaghans svar på en intervjufråga gjorde det bara värre. När Callaghan återvände till Storbritannien från en konferens i Guadeloupe i januari 1979 fick han frågan: "Vilken är din allmänna inställning, med tanke på det ökande kaoset i landet just nu?" Callaghan svarade: "Tja, det är en bedömning som du gör. Jag lovar dig att om du ser på det utifrån, och kanske har en ganska trångsynt syn just nu, så tror jag inte att andra människor i världen skulle dela uppfattningen att det finns ett växande kaos." Detta svar rapporterades i The Sun under rubriken "Kris? Vilken kris?". Callaghan erkände också senare i samband med Missnöjets vinter att han hade "svikit landet".
Missnöjets vinter gjorde att Labours resultat i opinionsmätningarna sjönk dramatiskt. De hade toppat de flesta opinionsundersökningarna före vintern med flera procentenheter, men i februari 1979 visade åtminstone en opinionsundersökning att de konservativa låg 20 procentenheter före Labour och det verkade oundvikligt att Labour skulle förlora det kommande valet.
Under upptakten till valet stödde Daily Mirror och The Guardian Labour, medan The Sun, Daily Mail, Daily Express och The Daily Telegraph stödde de konservativa.

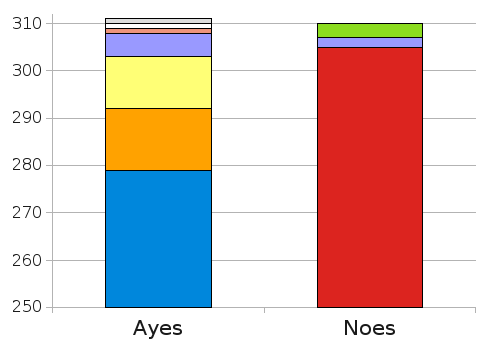
Röster per parti i 1979 års misstroendevotum mot Callaghans ministär. Motionen antogs med en rösts övervikt.

Den 28 mars 1979 antog underhuset en misstroendeförklaring med röstsiffrorna 311-310, vilket tvingade Callaghan att utlysa nyval som hölls den 3 maj. De konservativa under Margaret Thatcher drev en kampanj under parollen "Labour fungerar inte" ("Labour Isn't Working") och vann valet. Callaghan gick med på ett förslag från Brian Walden, en före detta parlamentsledamot för Labour som då var programledare, att delta i två TV-sända debatter med Margaret Thatcher som skulle produceras av LWT med avsikten att de skulle sändas på ITV den 22 och 29 april 1979. På uppmaning av det liberala partiet inbjöds även deras ledare David Steel att delta i de föreslagna debatterna, och han accepterade också snabbt erbjudandet. Margaret Thatcher avvisade dock till slut tanken på att delta i debatterna, bland annat med hänvisning till att hon ansåg att valet gällde en regering, inte en president. Hennes vägran innebar att debatterna inte blev av.
Under valkampanjen 1979 upptäckte Callaghan en radikal förändring i den allmänna opinionen, som han privat menade:
"Du vet att det finns tillfällen, kanske en gång vart trettionde år, när det sker en total förändring i politiken. Då spelar det ingen roll vad du säger eller vad du gör. Det finns ett skifte i vad allmänheten vill ha och vad den godkänner. Jag misstänker att det nu är en sådan total förändring och det är för mrs Thatcher."
Efter att ha förlorat makten 1979 tillbringade Labour de följande 18 åren i opposition, vilket nedsättande beskrivs som en ökenvandring för partiet.

## Avgång, backbencher och pensionering
Trots valnederlaget stannade Callaghan kvar som Labourledare till den 15 oktober 1980, kort efter att partikongressen hade röstat för ett nytt system med val genom elektorskollegium som omfattade de enskilda medlemmarna och fackföreningarna. Hans avgång garanterade att hans efterträdare endast skulle väljas av parlamentsledamöterna. Efter en kampanj som blottlade de djupa interna splittringarna inom det parlamentariska Labourpartiet, besegrade Michael Foot med knapp marginal Denis Healey den 10 november i den andra valomgången för att efterträda Callaghan som partiledare. Foot hade varit en relativt sen deltagare i tävlingen och hans beslut att ställa upp satte stopp för Peter Shores chanser. Det påföljande valet av Foot som hans efterträdare försatte Labour i en närmast existentiell kris. Efter Callaghans avgång började Labour vackla isär och gick in i en period av inbördes stridigheter som ledde till den vertikala splittring som grundade SDP. Labourpartiet klarade sig med nöd och näppe helskinnat i valet 1983 med 209 mandat. Partiets röstandel sjönk till 27 procent (nästan 10 procent mindre än vad det hade fått 1979), den lägsta sedan valet 1918.
År 1982 var han med och grundade det årliga AEI World Forum tillsammans med sin vän Gerald Ford.
1983 angrep han Labours planer på att minska försvaret, och samma år blev han den ledamot av underhuset som suttit längst.
År 1987 utnämndes han till Riddare av Strumpebandsorden och avgick vid valet 1987 efter 42 år som parlamentsledamot. Han var en av de sista kvarvarande parlamentsledamöterna som valdes in vid Labours jordskredsseger 1945. Kort därefter upphöjdes han till överhuset den 5 november 1987 som pär på livstid med titeln Baron Callaghan av Cardiff, of the City of Cardiff in the County of South Glamorgan. 1987 publicerades hans självbiografi, Time and Chance. Han var också styrelseledamot i Bank of Wales.
Hans fru Audrey, en före detta ordförande (1969-82) för Great Ormond Street Hospital, fick syn på ett brev till en tidning som påpekade att upphovsrätten till Peter Pan, som J.M. Barrie hade överlåtit till sjukhuset, skulle löpa ut i slutet av året 1987 (50 år efter Barries död, den då gällande upphovsrättstiden). År 1988 lade Callaghan fram ett förslag till ändring av lagen, som då övervägdes i överhuset, för att ge sjukhuset rätt till royalty för all framtid trots att upphovsrätten hade upphört att gälla, och det antogs av regeringen.
Tony Benn skrev i sin dagbok den 3 april 1997 att Callaghan under valkampanjen 1997 blev uppringd av en volontär vid Labours högkvarter som frågade honom om han kunde tänka sig att bli mer aktiv i partiet. Enligt Benn:
En ung kvinna i tjugoårsåldern ringde upp Jim Callaghan och sa till honom på telefon: "Har du någonsin tänkt på att vara lite mer aktiv i politiken?" Så Callaghan sa: "Nåväl, jag var en Labour-premiärminister – vad mer kunde jag göra?"
Under en intervju som sändes i BBC Radio 4:s program The Human Button blev Callaghan den ende premiärministern som gick ut med sin åsikt om att beordra en vedergällning i händelse av en kärnvapenattack mot Storbritannien:
"Om det skulle ha blivit nödvändigt eller livsviktigt skulle det ha inneburit att avskräckningsmedlet hade misslyckats, eftersom kärnvapnets värde ärligt talat bara är som ett avskräckande medel", sade han. "Men om vi hade kommit till den punkten där jag kände att det var nödvändigt att göra det, då skulle jag ha gjort det. Jag har naturligtvis haft fruktansvärda tvivel om detta. Jag säger till er, att om jag hade levt efter att ha tryckt på den knappen, skulle jag aldrig, aldrig ha förlåtit mig själv."
I oktober 1999 sa Callaghan till The Oldie Magazine att han inte skulle bli förvånad om han blev betraktad som Storbritanniens sämsta premiärminister på 200 år. Han sa också i denna intervju att han "måste bära hundhuvudet" för Missnöjets vinter.

## Privatliv
Callaghans intressen var rugby (han spelade för Streatham RFC före andra världskriget), tennis och jordbruk. Han gifte sig med Audrey Elizabeth Moulton, som han hade träffat när de båda arbetade som söndagsskollärare i den lokala baptistkyrkan, i juli 1938 och de fick tre barn – en son och två döttrar:
- Margaret Jay, baronessa Jay av Paddington, som gifte sig först med Peter Jay och senare med professor Mike Adler.[66]
- Julia, som gifte sig med Ian Hamilton Hubbard och bosatte sig i Lancashire
- Michael, som gifte sig med Jennifer Morris och bosatte sig i Essex.

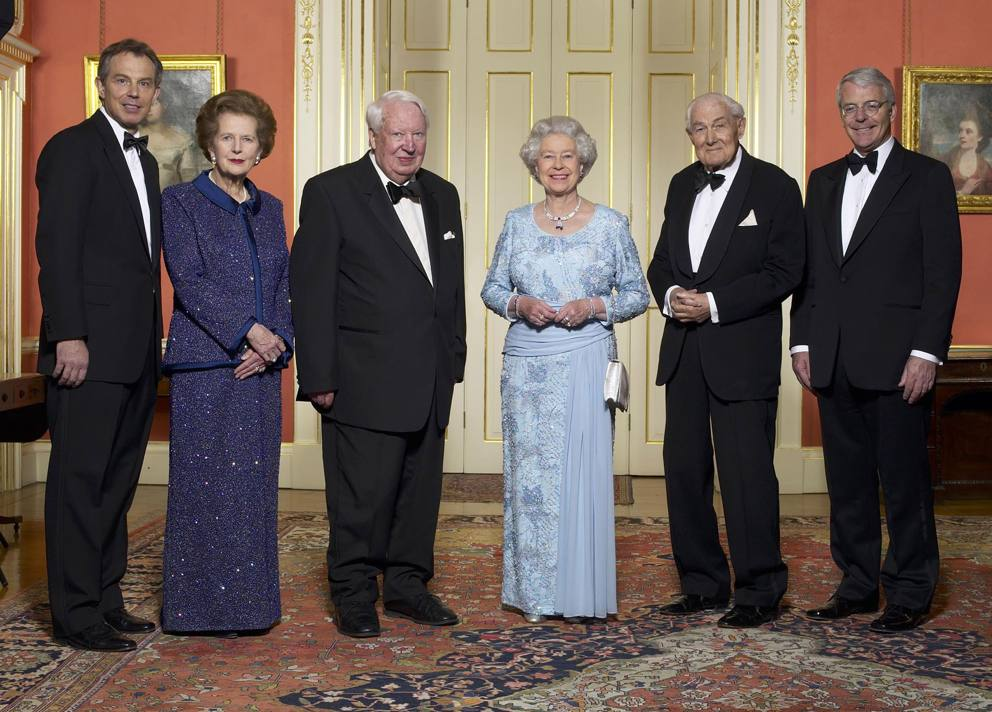
Drottning Elizabeth II med fem av sina före detta premiärministrar 2002: från vänster Tony Blair, Margaret Thatcher, Edward Heath, James Callaghan och John Major.

Även om det finns många tvivel om hur mycket tro Callaghan behöll i vuxen ålder, var den baptistiska nonkonformistiska etiken ett djupgående inflytande genom hela hans offentliga och privata liv. Det påstås att Callaghan var ateist, som förlorade sin tro på Gud när han arbetade som fackföreningsfunktionär. Hans son Michael Callaghan håller inte med: "Min far Jim Callaghan uppfostrades som praktiserande baptist och var som ung man söndagsskollärare. Som en ung man som omfamnade socialismen hade han svårigheter att förena sin nya tro med sin kyrkas lära, men han övertalades att stanna i sitt baptistkapell. [...] Titeln på hans självbiografi är för övrigt 'Tid och tillfällighet', ett citat från Predikaren 9:11."
Ett av hans sista offentliga framträdanden skedde den 29 april 2002, då han strax efter sin 90-årsdag inbjöds tillsammans med den dåvarande premiärministern Tony Blair och tre andra överlevande före detta premiärministrar vid den tiden – Edward Heath, Margaret Thatcher och John Major – till Buckingham Palace för en middag som utgjorde en del av firandet av Elizabeth II:s guldjubileum, tillsammans med sin dotter Margaret, baronessan Jay, som hade varit ledare för överhuset från 1998 till 2001.

## Död

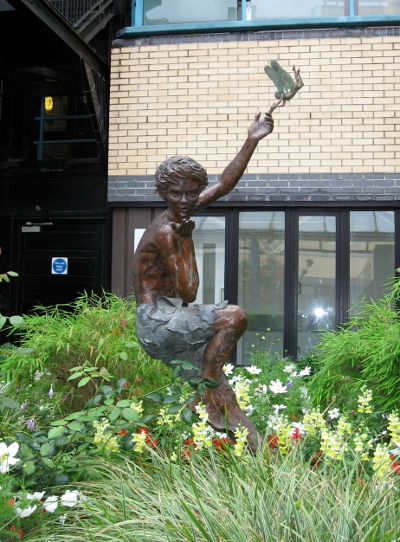
Callaghans aska spreds i rabatten runt Peter Pan-statyn (avbildad 2008) vid Great Ormond Street Hospital i London

Callaghan dog den 26 mars 2005 i sitt hem i Ringmer, East Sussex, av lunginflammation, hjärtsvikt och njursvikt, dagen innan han skulle fyllt 93. Han dog bara 11 dagar efter sin fru sedan 67 år, som hade tillbringat de sista fyra åren av sitt liv på ett vårdhem på grund av Alzheimers sjukdom. Han dog som Storbritanniens mest långlivade före detta premiärminister, efter att ha överträffat Harold Macmillans rekord 39 dagar tidigare. Callaghan dog knappt 4 månader före den tidigare premiärministern Edward Heath.
Lord Callaghan kremerades och hans aska spreds i en rabatt runt foten av Peter Pan-statyn nära ingången till Londons Great Ormond Street Hospital, där hans fru tidigare hade varit ordförande i styrelsen.
Hans baner till Strumpebandsorden flyttades från St. George's Chapel, Windsor till Llandaff Cathedral i Cardiff efter hans död.

## Arv
James Callaghans bidrag och arv är fortfarande omtvistat. Labourpartiets vänsterflygel betraktar honom som en förrädare vars förräderi mot den sanna socialismen lade grunden för thatcherismen. De pekar på hans beslut 1976 att låta IMF kontrollera statsbudgeten. De anklagar honom för att ha övergett Labours traditionella löfte om full sysselsättning. De skyller Missnöjets vinter på hans rigorösa strävan efter en politik för att kontrollera inkomstökningen. Skribenter till höger om Labourpartiet klagade över att han var en svag ledare som inte kunde stå upp mot vänstern. New Labour-skribenter som beundrar Tony Blair identifierar honom med den gamla sortens partiskhet som var en återvändsgränd och som en ny generation moderniserare var tvungna att förkasta.
Praktiskt taget alla bedömare är överens om att Callaghan begick ett allvarligt misstag när han inte utlyste val hösten 1978. Bernard Donoughue, en högt uppsatt tjänsteman i hans regering, beskriver Callaghan som en stark och effektiv administratör som stod huvudet över sin föregångare Harold Wilson. Den vetenskapliga standardbiografin av Kenneth O. Morgan är i allmänhet positiv – åtminstone för att vara i mitten av hans tid som premiärminister – samtidigt som han erkänner misslyckanden i början, i slutet och i sin ledarroll efter Margaret Thatchers seger. Den behandling som återfinns i de flesta läroböcker och översikter från perioden är fortfarande i stort sett negativ.
Historikerna Alan Sked och Chris Cook har sammanfattat den allmänna konsensus som historiker råder om Labours maktinnehav på 1970-talet:
"Om Wilsons meritlista som premiärminister snart upplevdes som ett misslyckande, förstärktes denna känsla av misslyckande på ett kraftfullt sätt av Callaghans tid som premiärminister. Det verkade som om Labour var oförmöget att uppnå positiva resultat. Den var oförmögen att kontrollera inflationen, oförmögen att kontrollera fackföreningarna, oförmögen att lösa det irländska problemet, oförmögen att lösa den rhodesiska frågan, oförmögen att få igenom sina förslag om walesisk och skotsk decentralisering, oförmögen att nå ett populärt modus vivendi med den gemensamma marknaden, oförmögen att ens hålla sig kvar vid makten tills den kunde gå till landet vid den tidpunkt som den själv valde. Det var därför inte att undra på att Margaret Thatcher med dunder och brak besegrade det 1979".

### Böcker av Callaghan
- Callaghan, James. Time and Chance. Collins, 1987.
- Callaghan, James. Challenges and Opportunities for British Foreign Policy Arkiverad 28 October 2014. Fabian Society, 1975.

### Biografier och vetenskapliga studier
- Allen, David. "James Callaghan, 1974–76." in British Foreign Secretaries Since 1974 (Routledge, 2004) pp. 61-80.
- Ashton, Nigel. "‘A Local Terrorist Made Good’: the Callaghan government and the Arab–Israeli peace process, 1977–79". Contemporary British History 31.1 (2017): 114–135 online.
- Bell, Patrick. The Labour Party in Opposition 1970–1974 (Routledge, 2012).
- Brivati, Brian. "(Leonard) James Callaghan, Lord Callaghan of Cardiff." in Biographical Dictionary of British Prime Ministers (Routledge, 2002) pp. 350-357.
- Byrne, Christopher, Nick Randall, and Kevin Theakston. "The Collapse of Keynesian Welfarism 1970–1979: Heath, Wilson, Callaghan." in Disjunctive Prime Ministerial Leadership in British Politics (Palgrave Pivot, Cham, 2020). 51–83.
- Childs, David. Britain since 1945: A Political History (7th edn 2012), pp. 190–212.
- Conroy, Harry. James Callaghan (Haus, 2006).
- Davies, Andrew. To build a New Jerusalem : the British Labour Party from Keir Hardie to Tony Blair (1996) online
- Dell, Edmund. The Chancellors: A History of the Chancellors of the Exchequer, 1945–90 (HarperCollins, 1997), pp. 304–46, covers his term as Chancellor.
- Denver, David, and Mark Garnett. British General Elections Since 1964: Diversity, Dealignment, and Disillusion (2014)
- Derbyshire, Dennis. Politics in Britain: From Callaghan to Thatcher (Political Spotlights). (Chambers, 1990).
- Deveney, Paul J. Callaghan's Journey to Downing Street (2010), scholarly study to 1976.
- Donoughue, Bernard. Prime Minister: Conduct of Policy Under Harold Wilson and James Callaghan, 1974–79 (Jonathan Cape, 1987).
- Dorey, Peter. "‘Should I stay or should I go?’: James Callaghan's decision not to call an autumn 1978 general election". British Politics (2016) 11#1 pp 95–118.
- Dorey, Peter. 'A Rather Novel Constitutional Experiment': The Formation of the 1977–8 'Lib–Lab Pact. Parliamentary History 30#3 (2011): 374–394.
- Donoughue, Bernard. The Heat of the Kitchen (Politico's Publishing, 2003).
- Hay, Colin. "The winter of discontent thirty years on." The Political Quarterly 80.4 (2009): 545–552.
- Healey, Denis. The Time of My Life. Michael Joseph, 1989.
- Hennessy, Peter. The Prime Minister: the office and its holders since 1945 (Palgrave Macmillan, 2001), pp. 376–96.
- Hickson, Kevin, and Jasper Miles, eds. James Callaghan: An Underrated Prime Minister? (Biteback, 2020)
- Hickson, Kevin, and Anthony Seldon, eds. New Labour, Old Labour: The Wilson and Callaghan Governments 1974–1979 (Routledge, 2004).
- Holmes, Martin. The Labour government, 1974–79: political aims and economic reality (Macmillan, 1985).
- Hopkins, Stephen. "The memoir writing of the Wilson and Callaghan governments: The Labour Party and constitutional policy in Northern Ireland." in The Northern Ireland Troubles in Britain (Manchester University Press, 2016) pp. 57-72.
- Hughes, R. Gerald, et al. "Labour's Defence and Foreign Policy, 1976-79." in James Callaghan: An Underrated Prime Minister? (Biteback, 2020) pp. 235–258.
- Jefferys, Kevin (ed). Leading Labour (I. B. Tauris, 1999).
- Jones, Tudor. Remaking the Labour Party: From Gaitskell to Blair (Routledge, 2005).
- Kirkup, Jonathan, ed. The Lib-Lab Pact: A Parliamentary Agreement, 1977–78 (2014)
- Leonard, Dick. "James Callaghan—Labour’s conservative." in A Century of Premiers: Salisbury to Blair (2005) pp, 282-299. online
- Marsh, Steve. "Wilson, Callaghan and the management of Anglo-American relations, 1974-1976." Contemporary British History (2020): 1–26.
- Meredith, Stephen. "The oratory of James Callaghan." in Labour orators from Bevan to Miliband (Manchester University Press, 2016)
- Meredith, Stephen. Labours old and new: the parliamentary right of the British Labour Party 1970–79 and the roots of New Labour (Oxford University Press, 2008).
- Morgan, Kenneth O. "James Callaghan, 1976–1979." in From New Jerusalem to New Labour: British Prime Ministers from Attlee to Blair ( Palgrave Macmillan UK, 2010) pp. 123-143. online
- Morgan, Kenneth O. "United Kingdom: a comparative case study of labour prime ministers Attlee, Wilson, Callaghan and Blair." The Journal of Legislative Studies 10.2-3 (2004): 38-52.
- Morgan, Kenneth O. Callaghan: A Life (Oxford University Press, 1997). online
- Morgan, Kenneth O. Michael Foot: a life (HarperPress, 2007) online
- Morgan, Kenneth O. Britain since 1945: The People's Peace (2nd edn 2001), pp. 397–433.
- Pryce, Sue. "James Callaghan 1976–9: A Caretaker." in Sue Pryce, Presidentializing the Premiership (Palgrave Macmillan, 1997), pp. 147–162.
- Rodgers, William. "Government under Stress. Britain'S Winter of Discontent 1979". The Political Quarterly 55#2 (1984): 171–179.
- Rogers, Chris. "Economic policy and the problem of sterling under Harold Wilson and James Callaghan." Contemporary British History 25#3 (2011): 339–363.
- Rosen, Greg. Dictionary of Labour Biography (Politico's Publishing, 2001).
- Rosen, Greg. Old Labour to New (Politico's Publishing, 2005).
- Shepherd, John. "The Fall of the Callaghan Government, 1979." in How Labour Governments Fall: From Ramsay Macdonald to Gordon Brown (London: Palgrave Macmillan UK, 2013). 113-140.
- Shepherd, John.  Crisis? what crisis? : the Callaghan government and the British winter of discontent (Manchester University Press, 2013).
- Silverwood, James, and Peter Wolstencroft. "The Ruskin Speech and Great Debate in English education, 1976–1979: A study of motivation." British Educational Research Journal 49.4 (2023): 766-781 on Callaghan's speech at Ruskin College, Oxford in October 1976. online
- Sked, Alan and Chris Cook. Post-War Britain: A Political History (4th edn 1993), pp. 312–28.
- Thomas, James. "‘Bound in by history’: The Winter of Discontent in British politics, 1979–2004." Media, Culture & Society 29#2 (2007): 263–283.
- Turner, Alwyn. Crisis? What Crisis?: Britain in the 1970s (2013), pp. 181–204.
- Wass, Douglas. Decline to Fall: The Making of British Macro-economic Policy and the 1976 IMF Crisis (2008)